# Dobranje (Cista Provo)
Dobranje su naselje u općini Cista Provo, u Splitsko-dalmatinskoj županiji. Svetac zaštitnik župe Dobranje je sv. Ivan Krstitelj, ujedno i svetac kojemu je posvećena stara župska crkva u ovom selu.

## Zemljopis
Naselje je smješteno sjeverno od Ciste Velike, južno od Tijarice i zapadno od Sviba.

## Povijest
Kroz povijest je bila dijelom starohrvatske župe Radobilje. 1750. je biskup Pacifik Bizza zabilježio da je župa Dobranje bila ovisna o glavnom župniku u Katunima, u kapelaniji Ciste. Od 1760. ima svog svećenika. Ipak, 1762. je godine vizitacijom biskupa Nikole Dinarića zabilježeno je da su Dobranje ovisne o Katunima, odnosno o župniku iz Radobilje. O Radobilji je ostala ovisna do 1849. godine. Organskim dekretom nadbiskupije splitsko-makarske su župe na njenom području preorganizirano, pa su tako Dobranje nakon više stoljeća prestale biti u svezi s Radobiljom, a uspostavila se sveza s Aržanom.
2001. su godine u novoizgrađenu grobnicu u Dobranjama preneseni i pokopani ostatci tijela 133 (sto trideset i troje) smaknutih zarobljenih hrvatskih vojnika, koji su bili većinom iz Imotske krajine, a manjim dijelom iz Hercegovine i Cetinske krajine. To su bili vojnici koje su sredinom 1944. godine partizanske postrojbe zarobile kod Aržana, strijeljali u Grabu te bacili u jamu Pode, a tijela su im iskopana 1992. godine te su bila od onda na patologiji splitskog KBC-a. 200. je godine u spomen na njih postavljeno spomen-obilježje "Isus pod križem" akademskog kipara Josipa Bosnića.

## Stanovništvo
Prema popisu stanovništva iz 2011. godine Dobranje su imale 161 stanovnika, prema popisu stanovništva iz 2001. godine su imale 378 stanovnika, dok su prema popis stanovništva iz 1991. godine imalo 473 stanovnika.
| broj stanovnika | 393   | 442   | 466   | 546   | 641   | 624   | 649   | 654   | 832   | 864   | 888   | 803   | 616   | 473   | 378   | 161   | 87    |
|                 | 1857. | 1869. | 1880. | 1890. | 1900. | 1910. | 1921. | 1931. | 1948. | 1953. | 1961. | 1971. | 1981. | 1991. | 2001. | 2011. | 2021. |

## Spomenici i znamenitosti
- Vuletića staje, ruralna cjelina
- Crkva sv. Ivana Krstitelja
- Sklop kuća Vuletić

## Obrazovanje
Škola u Dobranjama djeluje od 1939. godine. Prvo je radila u privatnoj kući Joze-Đure Vuletića. Djeluje kao područna škola "Osnovne škole Ivana Gorana Kovačića" iz Ciste Velike.

## Vanjske poveznice
- Povijest sela Dobranja  Arhivirana inačica izvorne stranice od 16. kolovoza 2011. (Wayback Machine)
- Prezimena u Dobranjama  Arhivirana inačica izvorne stranice od 28. studenoga 2011. (Wayback Machine)